# Trasmiera
Trasmiera è una comarca della Spagna, situata nella comunità autonoma della Cantabria.